# English Setter
Il setter inglese è una razza canina originaria dell'Inghilterra, affinata intorno al 1838 da sir Edward Laverack (1798-1877) dopo un'accurata selezione a partire da vari ceppi genetici preesistenti in terra d'albione. In seguito la razza venne conservata e ne venne promossa la diffusione ad opera di sir Purcell Llewellin e di William Humphrey. È un cane molto dolce e mite, adatto alla compagnia ed eccellente per la caccia (sia da riporto che da ferma). Infatti, il nome stesso deriva dal verbo inglese to set, cioè puntare (la preda) o guardare fissamente.

## Storia
Le sue antiche origini risalgono addirittura al 1500, periodo in cui il conte Leicester adoperò il setter in battute di caccia. Successivamente, la sua particolare attitudine ad acquattarsi e strisciare in presenza della preda fu considerata una delle caratteristiche che interessarono Laverack a questa razza.
Laverack, rimasto orfano a 14 anni, venne adottato da uno zio, ricco industriale di Manchester, che morendo, quattro anni dopo, gli lasciò in eredità un ingente patrimonio. Il giovane decise di abbandonare la carriera industriale, per la quale non si sentiva affatto portato, e si trasferì in campagna cominciando ad allevare cani.
Nel 1825 acquistò dal reverendo Harrison una coppia di setters (Ponto e Old Moll), cui si aggiunsero poi altri due soggetti. Questi quattro esemplari, però, si dimostrarono poco prolifici e, a causa della loro consanguineità, eccessivamente nervosi. Purcell Llewellin, amico e collaboratore di Laverack, tentò di diminuire tali difetti mediante immissioni di incroci di setters provenienti da altri allevamenti (setter nero focati, setter irlandese).
Nel 1865 cominciarono le field trials ed i setters iniziarono il loro galoppo verso il successo e la notorietà.
Inizialmente però, in Italia, il setter Laverack venne osteggiato: era considerato troppo bello e armonioso; a quei tempi, infatti, il cane da caccia doveva essere -questa almeno era la concezione- robusto e basta. L'estetica non aveva alcun significato, anzi, proprio come accadeva per il setter, diventava una condanna.
Il primo esemplare italiano esordì a Milano in una mostra del 1881 e successivamente, nel 1920, comparve il primo allevamento di setter in Italia. Il setter cominciò così ad acquistare notorietà e a diventare un soggetto apprezzatissimo.

## Caratteristiche fisiche

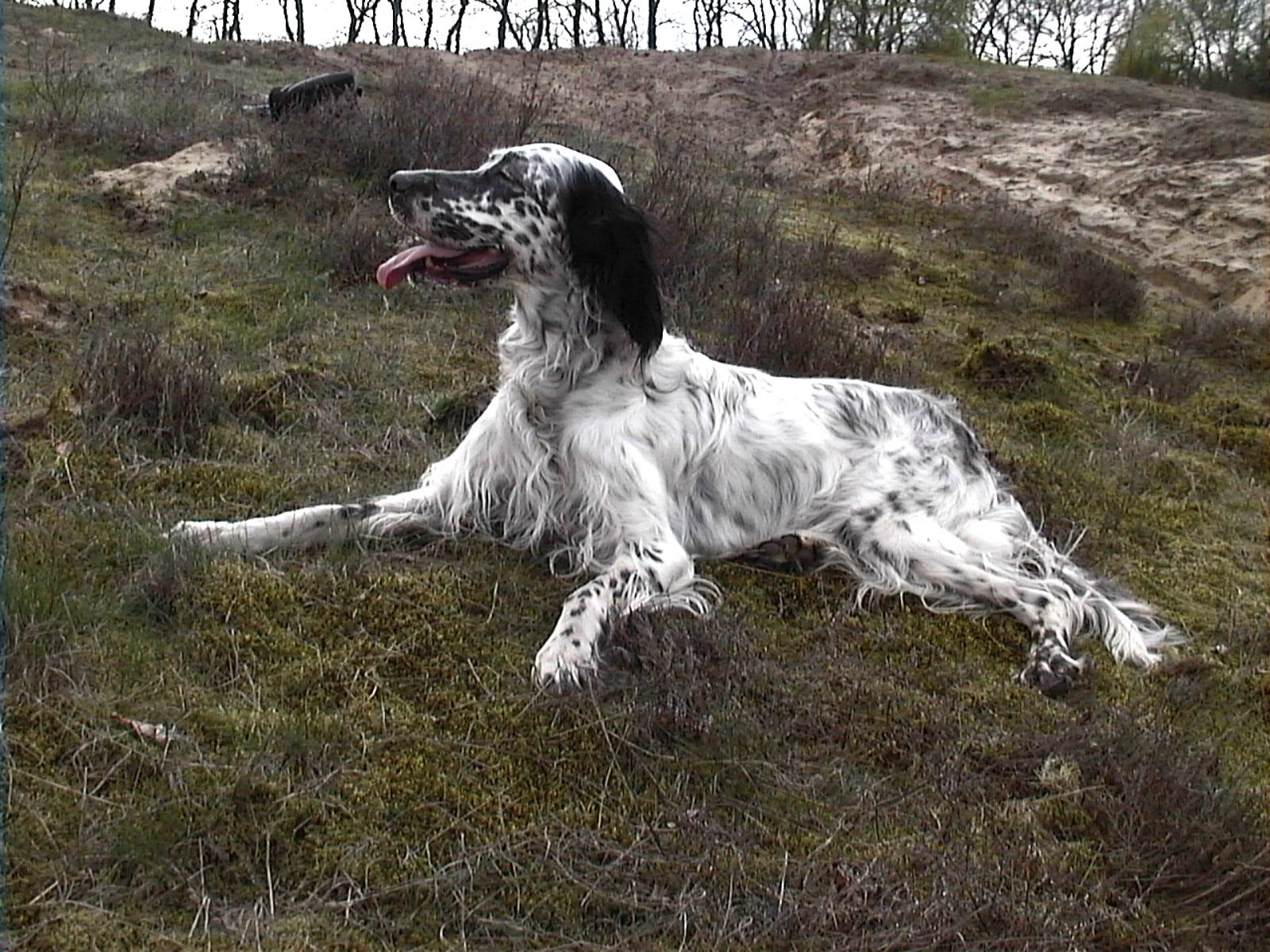
Setter inglese

Il setter inglese unisce alla potenza, senza pesantezza, l'eleganza delle forme; il suo aspetto denota grande facilità di movimenti, muscoli lunghi, ossatura non troppo forte. Il setter ha un aspetto particolarmente gradevole. Lo sguardo è sempre dolce, attento, vivace. Il colore del manto ha spesso una serie di sfumature che contribuiscono ad esaltarne l'estetica, e può essere molto variabile: bianco e nero tendente al blu (blue belton); bianco e arancio (orange belton); bianco e marrone (liver belton); tricolore (bianco a macchie scure e focature).
La velocità è una delle prerogative del setter che si dimostra un soggetto particolarmente versatile; infatti, durante la caccia, si muove con galoppo morbido e leggiadro, senza esprimere potenza (come il cugino pointer inglese): ciò gli permette di esplorare in breve tempo gran parte del territorio disponibile, grazie anche ad un'elevata resistenza alla fatica.
Può essere di taglia piccola, media o grande.

## Salute
Uno dei maggiori problemi di salute del setter inglese è la propensione alla sordità congenita. Il 2,1% dei cani di questa razza sono sordi da entrambe le orecchie e il 10,3% da un orecchio.. Un altro problema piuttosto comune è la tiroidite autoimmune, che si riscontra nel 27,4% degli esemplari)

### Cinognostica e cinometria
La cinognostica (cino = cane, gnostica = conoscenza) è una branca della zoognostica (scienza che studia e classifica gli animali in base ai loro caratteri morfologici, fisiologici ed alle loro attitudini, determinandone il valore funzionale e commerciale) che mira alla valutazione delle razze canine a partire dal loro fenotipo.
La cinognostica si basa sull'osservazione diretta del cane e sulla cinometria (cino = cane, metria = misurazione). Le principali misurazioni sono indirizzate a stabilire: la lunghezza del tronco, l'altezza, l'inclinazione della groppa, l'inclinazione della spalla, la capacità toracica, la lunghezza dell'avambraccio e la lunghezza dei lombi.

#### Alcuni parametri
Testa
La lunghezza del cranio è uguale a quella del muso e la metà della lunghezza totale si trova sulla linea orizzontale che congiunge i due angoli interni degli occhi.
Labbra e muso
Labbra sviluppate appena da coprire ai lati la mandibola, dunque molto morbide, aderenti, ma non troppo spesse o flaccide e pendenti.
Orecchie
Le orecchie sono attaccate in basso, al di sotto o, al massimo, all'altezza della rima palpebrale. Di lunghezza moderata, non devono mai raggiungere i 2/3 della lunghezza totale della testa. Nel loro sviluppo longitudinale presentano una plica centrale che denota una sottile cartilagine (mai accartocciata). Non devono mettere in evidenza il padiglione interno. La tessitura del pelo delle orecchie presenta frange non più lunghe di un paio di centimetri e può essere liscio od ondulato. La faccia interna (padiglione) è liscia, glabra o quasi, con leggere pliche cartilaginee longitudinali.
Occhi
Grandi, brillanti, dolci ed espressivi, che denotano intelligenza; prevalentemente sono di color nocciola scuro, ma sono tollerati anche nocciola chiaro (mai più chiari: in tal caso, difetto da squalifica) nei soggetti dal manto bianco-arancio e bianco-fegato.
Le palpebre
Devono essere aderenti al bulbo oculare e non devono presentare malformazioni congenite quali ectropion o entropion. I margini palpebrali devono essere pigmentati (difetto da squalifica) e provvisti di ciglia. La forma dello spazio tra le due palpebre, detta rima, è dettata dalla posizione dall'occhio sul cranio.
Corpo
Torace atletico, petto ben aperto e largo con muscoli pettorali ben sviluppati; gli arti si presentano sviluppati a livello muscolare, con un'ossatura resistente ma leggera (classificato appunto come un "leggero mesomorfo").
Standard americano
Esiste uno standard di setter inglese adoperato nelle mostre che risulta essere abbastanza diverso dagli esemplari da lavoro. Presenta esemplari che possono raggiungere i 70cm, caratterizzati da lunghe frange. I setter "americani" sono stati selezionati dall'American Kennel Club.

## Carattere
Il Setter nasce come cane da lavoro. Dotato di grande self-control, è in grado di mostrare risposte appropriate anche in condizioni non proprio ottimali, ad esempio in ambienti caotici con estranei e bambini. È molto intelligente ed ha una grande capacità di comprendere anche le istruzioni di un padrone inesperto, anche se naturalmente ha delle inclinazioni che lo rendono più adatto ad alcune attività piuttosto che altre.